# Tomáš Jiránek
Tomáš Jiránek (* 8. července 1991) je český lední hokejista hrající na pozici středního útočníka. Svá mládežnická a juniorská léta strávil v klubu BK Mladá Boleslav, pouze během sezóny 2008/2009 odehrál deset utkání za juniory Nymburka. Počínaje ročníkem 2012/2013 odehrál během sezóny vždy několik utkání za Mladou Boleslav a další utkání na hostování v jiném klubu. Část této sezóny strávil v Nymburce, část následující nastupoval za Znojemské Orly v mezinárodní EBEL lize a během ročníku 2014/2015 hostoval v Havířově. Ročník 2015/2016 hraje na hostování v klubu HC Slavia Praha.